# Microsoft Developer Network
Microsoft Developer Network (MSDN) je dio tvrtke Microsoft odgovoran za odnos s programerima popularno developerima i korisnicima koji testiraju softver tvrtke. Taj odnos njeguje se kroz web stranice, mrežne novine, developerske konferencije, blogove, distribuciju DVDa i slično. 

### Mrežne stranice
MSDN se nalazi na adresi msdn.microsoft.com i predstavlja kolekciju informacija namijenjenih developerima softvera. Stranice uređuju autoriteti Microsofta u suradnji s developerima. Radi se zapravo o živoj komunikaciji između Microsofta i developera. Komunikacija se izvodi na 56 jezika. 

## Vanjske poveznice
- MSDN službene stranice
- MSDN (UK)
- MSDN Blogovi
- MSDN Social Bookmarks
- Prethodni MSDN forumi  Arhivirana inačica izvorne stranice od 23. srpnja 2008. (Wayback Machine)
- MSDN događanja  Arhivirana inačica izvorne stranice od 19. srpnja 2005. (Wayback Machine)
- MSDN Magazin
- MSDN Wiki beta (Visual Studio,   .NET dokumentacija i slično]